# Puri García Segovia
Puri García Segovia és investigadora de l'Escola Tècnica Superior d'Enginyeria Agronòmica i del Medi Natural de la UPV des de 1999, i doctora en Tecnologia dels aliments. L'equip d'investigació que dirigeix se centra «en identificar què li ocorreix als aliments quan es cuinen i utilitzar aquesta informació científica per a fer innovacions en gastronomia», explicava en una entrevista.
El principi de la seua carrera professional va ser en el control de qualitat d'una empresa alimentària i també va ser professora de cicles formatius de nutrició i dietètica humana abans d'arribar a la UPV. Després, a partir del seu treball directe amb cuineres i cuiners com el xef Jorge Bretón, va formar la seua visió sobre la nutrigenètica, la nutrigenòmica o l'educació alimentària o la innovació en l'alta cuina. El seu laboratori té una part de cuina amb aparells que «encara» no són comuns en les cuines, com una impresora 3D, que pretén personalitzar les dietes (nutrigenòmica).
Una de les investigacions d'aquest equip gira al voltant de l'encapsulació d'aromes, que ja estan creats fa temps i es fan servir en altres aplicacions com medicaments, i tracten d'aplicar-los a la restauració de manera que segons se menja el plat, se tenen sensacions diferents. La cuina i la ciència estan molt lligades perquè la cuina és molt pràctica però «també té un coneixement que cal generar», explica. La cuina és una forma molt propera d'explicar descobriments de la ciència com les transferències de calor o les transferències de masa.
Desenvoluparen durant tres anys, a petició del cuiner Sergio Torres, la Gastrovac, un equipament per a cuinar en buit que, després de les primeres proves i de la seua presentació al Congrés de San Sebastián de 2003, va ser patentada en més de 160 països. La clau és que cuina a baixa temperatura i els aliments no perden sabor ni modifiquen la textura, i manté les seues propietats.
És fundadora de l'escola Valencia Club Cocinajunt amb el seu company Javier Martínez Monzó i altres persones sòcies. L'objectiu d'aquest club és plantejar noves propostes alimentàries saludables. I estan treballant per a aconseguir que la Gastronomia científica siga una disciplina científica com son la química, la física o les matemàtiques «perquè si no hi ha un reconeixement, la gent se pensa que estas jugant a cuinetes».
Un dels equips d'estudiantat que tutoritza va guanyar el 2n premi del concurs de creació de productes alimentaris Ecotrophelia España 2023 amb una crema untable a base de cacao i garrofó.
Treballa també en investigació amb farina d'insectes per a superar la barrera cultural que hi ha en Europa i afavorir la introducció de proteína digerible en l'alimentació humana i de menys impacte ambiental.
Llibres publicats:
- García-Segovia, Purificación(2022). Nutrició Humana i Dietètica: guies per a una docència universitària amb perspectiva de gènere. Xarxa Vives d'Universitats. 978-84-09-27566-3
- Martínez Monzó, Javier; García Segovia, Purificación(2015). Gastronomía, alimentación y nutrición. Editorial Síntesis. 9788490771419
- García Segovia, Purificación; Martínez Monzó, Javier(2005). Técnicas de alimentación y nutrición aplicadas. Alfaomega. 970-15-1063-1
- Martínez Monzó, Javier; García Segovia, Purificación(2005). Nutrición humana. Alfaomega. 970-15-0889-0
- García-Segovia, P.; Martínez-Monzó, J.(2003). Técnicas de alimentación y nutrición aplicadas. Ed. Universidad Politécnica de Valencia. 84-9705-441-5
- Javier Martínez Monzó; Purificación García Segovia(2001). Nutrición Humana. EDITORIAL DE LA UPV. 84-9705-072-X